# Чінголо широкобровий
Чі́нголо рудохвостий (Peucaea ruficauda) — вид горобцеподібних птахів родини Passerellidae. Мешкає в Мексиці та Центральній Америці.

## Опис
Довжина птаха становить 15,5-18 см, вага 35 г. Південніші підвиди мають більші розміри. голова чорна, на тім'ї та над очима широкі білі смуги. Потилиця сірувата, верхня частина тіла блідо коричнева, на спині чорні смужки, гузка і хвіст мають охристий відтінок. Плечі рудуваті. Горло і нижня частина тіла білі, боки охристі, груди сірі. 

## Підвиди
Виділяють чотири підвиди:
- P. r. acuminata (Salvin & Godman, 1886) — західна Мексика;
- P. r. lawrencii (Salvin & Godman, 1886) — південна Мексика;
- P. r. connectens (Griscom, 1930) — східна Гватемала;
- P. r. ruficauda (Bonaparte, 1853) — південно-східна Гватемала, Сальвадор, Гондурас, Нікарагуа, північно-західна Коста-Рика.

## Поширення і екологія
Широкоброві чінголо поширені від південно-західного тихоокеанського узбережжя Мексики до тихоокеанського узбережжя на півночі Коста-Рики. Живуть в чагарниках, на узліссях і галявинах тропічних і субтропічних лісів, однак уникають густих лісів. На півночі свого ареалу вони мешкають на висоті до 1800 м над рівнем моря, на півдні — на висоті до 800 м над рівнем моря.

## Поведінка
Широкоброві чінголо харчуються насінням трав, іноді споживають комах і павуків. Харчуються на землі, шукають здобич в парах або в невеликих зграйках до 7 птахів.
Гніздо чашоподібне, глибоке, розміщуються в колючому чагарнику на висоті до 1,2 м над землею. В кладці 2-4 яйця блідо-блакитного кольору. Інкубація триває 12-14 днів. Висиджує лише самиця, однак доглядає за пташентами вся зграйка.